# Love Live!
Love Live! es una franquicia de medios musicales japonesa creada por Hajime Yatate y Sakurako Kimino, coproducido por Kadokawa a través de ASCII Media Works; Bandai Namco Music Live a través del sello musical Lantis; y el estudio de animación Sunrise (ahora nombrado como Bandai Namco Filmworks). Cada título de la franquicia gira en torno a adolescentes que se convierten en "school idols". Desde junio de 2010 con Love Live! School Idol Project, la franquicia ha contado con múltiples series de anime, tres películas de anime, novelas ligeras, manga y videojuegos. La serie de juegos de ritmo Love Live! School Idol Festival presenta personajes de varios títulos de Love Live!.

## Panorama

### Concepto
Cada título de la franquicia Love Live! se centra en grupos de colegialas adolescentes que se convierten en "school idols" como actividad extracurricular. Sus actividades principales consisten en cantar y bailar coreografiando canciones de su autoría, interpretadas en conciertos y otros eventos musicales. Otras actividades incluyen diseñar su propio vestuario y grabar vídeos promocionales y musicales. Los grupos de élite son muy populares entre los fans de las school idols, gracias en parte a su presencia en revistas y otros medios, además de la venta de artículos de school idols en tiendas otaku.
La competición definitiva de school idols, con los mejores grupos de Japón, se llama Love Live, y la participación se determina por la popularidad de cada grupo. El tamaño de estos grupos puede variar desde solistas hasta grupos de nueve o más integrantes. Debido a la alta competitividad de Love Live, algunas school idols optan por no participar y simplemente participar en otros eventos. Sin embargo, participar en el evento es muy prestigioso, y cualquier grupo que gane la competición obtiene el estatus de leyenda.

## Franquicia
| 2010 | Love Live! School Idol Project              |
| 2011 |                                             |
| 2012 |                                             |
| 2013 |                                             |
| 2014 |                                             |
| 2015 | Love Live! Sunshine!!                       |
| 2016 |                                             |
| 2017 | Love Live! Nijigasaki High School Idol Club |
| 2018 |                                             |
| 2019 |                                             |
| 2020 | Love Live! Superstar!!                      |
| 2021 |                                             |
| 2022 |                                             |
| 2023 | Link! Like! Love Live!                      |
| 2024 |                                             |
| 2025 | Ikizuraibu! Love Live! Bluebird             |

El proyecto Love Live! School Idol se anunció por primera vez en la edición de julio de 2010 de la revista Dengeki G's de ASCII Media Works, donde se reveló que la revista colaboraría con el estudio de anime Sunrise y el sello musical Lantis para coproducir el proyecto. El proyecto comenzó oficialmente en la edición de agosto de 2010 de la revista Dengeki G's, que presentó la historia, los personajes y una explicación más detallada. El plan original de la historia fue escrito por Sakurako Kimino, quien también escribe relatos cortos y novelas ligeras para Love Live!. Yūhei Murota creó los diseños originales de los personajes.
A partir de agosto de 2010, se realizaron periódicamente concursos de popularidad en línea para clasificar a los personajes, lo que influyó en la posición de los ídolos en los videos musicales de anime producidos por Sunrise. Por ejemplo, el ídolo que obtenía el primer puesto en un concurso aparecía en la primera fila del video musical posterior. Se utilizaron otras encuestas para determinar diferentes aspectos de los ídols, como peinados y vestuario. Los fans también determinaron el nombre del grupo de school ídols inicial, y finalmente eligieron μ's  (/mjuz/, musa). Lantis lanzó el primer sencillo del grupo en agosto de 2010, y continuaron lanzando varios sencillos y álbumes más durante los dos años siguientes, incluyendo su primer concierto en 2012 en Yokohama Blitz en Yokohama, Japón. A esto le siguió una serie de anime que se emitió de 2013 a 2014, y una película de anime en 2015.
La serie de juegos de ritmo Love Live! School Idol Festival, desarrollada por KLab y publicada por Bushimo de Bushiroad para plataformas Android e iOS, se lanzó en 2013. El juego inicial es gratuito con un sistema de compras dentro de la aplicación. Presenta canciones y personajes de varios títulos de Love Live!, junto con chicas recién presentadas e historias que no están incluidas en otros medios. La localización en inglés se lanzó mundialmente en 2014, y también se localizó en China, Hong Kong, Macao, Taiwán y Corea del Sur. Una versión arcade del juego, desarrollada y publicada por Square Enix, titulada Love Live! School Idol Festival: After School Activity, se lanzó en Japón en 2016, y una versión para PlayStation 4 se lanzó en Norteamérica, Japón y el Sudeste Asiático en 2021. Otro juego derivado titulado Love Live! School Idol Festival All Stars se lanzó en 2019 en Japón y en 2020 en todo el mundo.
La siguiente entrega importante de la franquicia fue el spin-off Love Live! Sunshine!!, anunciado en 2015. Los fans también eligieron el nombre del grupo idol Sunshine, optando por "Aqours" (/ˈækwə/, aqua). Al igual que Love Live! School Idol Project, Lantis lanzó el primer sencillo del grupo en octubre de 2015, y varios más al año siguiente. A esto le siguió una serie de anime que se emitió de 2016 a 2017, y una película de anime en 2019.
En marzo de 2017, la página web oficial de Love Live School Idol Festival lanzó el "Perfect Dream Project", que incluía a nueve nuevas chicas que se incorporarían al Love Live! Nijigasaki High School Idol Club; una décima integrante se incorporó en 2020. A diferencia de "μ's" y "Aqours", no son un grupo tradicional, sino que las school idols individuales que compiten entre sí se conocen colectivamente como "Nijigasaki High School Idol Club". Las idols aparecen en Love Live! School Idol Festival All Stars junto a μ's y Aqours, y también aparecen en el juego principal Love Live! School Idol Festival. Lantis lanzó el álbum debut de "Nijigasaki High School Idol Club" en 2018, al que le siguieron dos álbumes más y varios sencillos durante los dos años siguientes, incluyendo su primer concierto en 2018 en DiverCity Tokyo Plaza Festival Square. Una serie de anime se estrenó en 2020, con una segunda temporada que se estrenó en 2022.
En enero de 2020, se celebró un concierto para toda la franquicia, titulado Love Live! Fest, en el Saitama Super Arena, en conmemoración del noveno aniversario de la franquicia. Los tres grupos presentes en ese momento actuaron en este concierto, incluyendo μ's, que fue su primera actuación tras una pausa de tres años desde su concierto "final" en abril de 2016.
Otro spin-off titulado Love Live! Superstar!! Se anunció en 2020 como una serie de anime para televisión. Los fans también eligieron el nombre del grupo idol para Superstar, eligiendo Liella! (/liːɛlɑː/). La serie de anime se estrenó en 2021; una segunda temporada se emitió en 2022 y una tercera en 2024.
En febrero de 2022 se anunció otro spin-off, centrado en "school idols virtuales". Comenzaron sus actividades a finales de 2022, con las seis nuevas chicas llamadas Hasunosora Girls' High School Idol Club. Un video teaser en octubre de 2022 anunció el lanzamiento de una aplicación para smartphones, Link! Like! Love Live!, que se lanzó en abril de 2023.
El 26 de septiembre de 2022 se anunció un nuevo proyecto centrado en espectáculos de teatro musical, titulado School Idol Musical. Presenta a 10 chicas, cinco de cada una de ellas alumnas de dos "escuelas legendarias" ubicadas en Osaka y Hyogo. La representación teatral se estrenó en el Nippon Seinenkan Hall el 9 de febrero de 2025.
El 2 de febrero de 2025 se anunció un nuevo proyecto llamado Bluebird.

## Medios

### Love Live! School Idol Project(2013–2014)
Una serie de televisión de anime de 13 episodios de Love Live! School Idol Project producida por Sunrise, dirigida por Takahiko Kyōgoku y escrita por Jukki Hanada se emitió en Japón en Tokyo MX del 6 de enero al 31 de marzo de 2013 y fue transmitida simultáneamente por Crunchyroll. Un episodio de animación de video original fue lanzado el 27 de noviembre de 2013. Una segunda temporada se emitió en Tokyo MX del 6 de abril al 29 de junio de 2014, también se emitió en TV Aichi, Yomiuri TV y BS11, y fue transmitida simultáneamente por Crunchyroll. Ambas temporadas están licenciadas en América del Norte por NIS America, quien lanzó la edición premium de la primera temporada en Blu-ray el 2 de septiembre de 2014.
 El conjunto de Blu-ray para la primera temporada se ha agotado desde entonces y la primera temporada fue eliminada de Crunchyroll en 2020, aunque ha regresado al servicio de transmisión a partir de marzo de 2023.

### Love Live! Sunshine!!(2016–2017)
La serie de anime de 13 episodios de Love Live! Sunshine!!, producida por Sunrise, dirigida por Kazuo Sakai y escrita por Jukki Hanada, se emitió entre el 2 de julio y el 24 de septiembre de 2016, en simultáneo con Crunchyroll. La segunda temporada, también de 13 episodios, se emitió entre el 7 de octubre y el 30 de diciembre de 2017. La serie está licenciada en Norteamérica por Funimation, en el Reino Unido por Anime Limited y en Australia por Madman Entertainment.

### Love Live! Nijigasaki High School Idol Club(2020–2022)
Una serie de anime de 13 episodios de Love Live! Nijigasaki High School Idol Club, producida por Bandai Namco Filmworks, dirigida por Tomoyuki Kawamura y escrita por Jin Tanaka, se emitió entre el 3 de octubre y el 26 de diciembre de 2020. También se transmitió en vivo a través de Bandai Channel, Line Live y YouTube Live. Una segunda temporada se emitió entre el 2 de abril y el 25 de junio de 2022. Funimation obtuvo la licencia de la serie y la transmite en su sitio web en América del Norte y en AnimeLab en Australia y Nueva Zelanda. Tras la adquisición de Crunchyroll por parte de Sony, la serie se trasladó a Crunchyroll obteniendo la licencia de la serie fuera de Asia. Nijiyon Animation, una adaptación del manga spin-off de cuatro paneles Nijiyon: Love Live! Nijigasaki Gakuen School Idol Dōkōkai Yon-Koma, se anunció el 18 de septiembre de 2022. Se emitió entre el 6 de enero y el 24 de marzo de 2023.

### Love Live! Superstar!!(2021–2024)
Love Live! Superstar!! se anunció en 2020 como una serie de anime y se emitió durante 12 episodios entre el 11 de julio y el 17 de octubre de 2021 en NHK Educational TV. La segunda temporada se emitió entre el 17 de julio y el 9 de octubre de 2022. La tercera temporada se emitió entre el 6 de octubre y el 22 de diciembre de 2024. Funimation obtuvo la licencia fuera de Asia. Tras la adquisición de Crunchyroll por parte de Sony, la serie se trasladó a Crunchyroll obteniendo la licencia de la serie fuera de Asia.

### Genjitsu no Yohane: Sunshine in the Mirror(2023)
Genjitsu no Yohane: Sunshine in the Mirror, un spinoff de fantasía con el elenco de Love Live! Sunshine!!, se anunció el 26 de junio de 2022. Se emitió durante 13 episodios del 2 de julio al 24 de septiembre de 2023.  Crunchyroll obtuvo la licencia de la serie fuera de Asia.

### Películas
La película animada Love Live! The School Idol Movie se estrenó en cines el 13 de junio de 2015. Se estrenó en Corea del Sur el 3 de septiembre de 2015, en Estados Unidos el 11 de septiembre de 2015 y en Indonesia el 21 de octubre. Hasta diciembre de 2015, la película se había exhibido en varios países, como Australia, Brunéi, Hong Kong, Malasia, Nueva Zelanda, Filipinas, Singapur, Taiwán, Tailandia y Vietnam, y su estreno en Canadá estaba previsto para principios de 2016. En Japón, se lanzó en Blu-ray el 15 de diciembre de 2015.
La película de anime Love Live! Sunshine!! The School Idol Movie: Over the Rainbow se estrenó el 4 de enero de 2019 en Japón.
Una trilogía de películas basadas en la serie Love Live! Nijigasaki High School Idol Club Movie está programado para lanzarse en el futuro, y la primera película se estrenará en 2024.